# Warszawiacy śpiewają (nie)zakazane piosenki
Warszawiacy śpiewają (nie)zakazane piosenki – cykliczny koncert odbywający się od 2006 roku w rocznicę powstania warszawskiego 1 sierpnia. Jej celem jest umożliwienie aktywnego uczczenie pamięci Powstańców Warszawskich. Inicjatywa muzyczna organizowana jest przez Muzeum Powstania Warszawskiego na placu Piłsudskiego w Warszawie i transmitowana przez telewizję (TVP 1, TVP Polonia, TV Trwam). W 2015 roku koncert transmitowała Radiowa Jedynka. Piosenki śpiewane są przez profesjonalnych wykonawców, śpiewaków i orkiestrę oraz przez tzw. Chór Warszawiaków, amatorski zespół mieszkańców stolicy.
W 2019 roku na plac przybyło ok. 100. tys. uczestników, a oglądalność sięgnęła 3 mln widzów. Wśród uczestników koncertu od 2015 roku jest prezydent RP Andrzej Duda. W 2019 roku wśród widowni byli także ówcześnie urzędujący premier Mateusz Morawiecki oraz prezydent miasta stołecznego Warszawy Rafał Trzaskowski, dyrektor Muzeum Powstania Warszawskiego Jan Ołdakowski i żyjący powstańcy. Wstęp na to wydarzenie jest bezpłatny.

## Edycje
| Rok  | Miejsce                            | Liczba widzów | Oglądalność telewizyjna      | Prowadzenie  | Soliści                                       | Dyrygent, kierownictwo artystyczne | Orkiestra | Zespół wokalny | Przypisy      |
| ---- | ---------------------------------- | ------------- | ---------------------------- | ------------ | --------------------------------------------- | ---------------------------------- | --- | --- | ------------- |
| 2006 | Plac Marszałka Józefa Piłsudskiego |               |                              |              |                                               |                                    | | |               |
| 2007 | Plac Marszałka Józefa Piłsudskiego |               |                              |              |                                               |                                    | | |               |
| 2008 | Plac Marszałka Józefa Piłsudskiego |               |                              |              |                                               |                                    | | |               |
| 2009 | Plac Marszałka Józefa Piłsudskiego |               |                              |              |                                               |                                    | | |               |
| 2010 | Plac Marszałka Józefa Piłsudskiego |               |                              |              |                                               |                                    | | |               |
| 2011 | Plac Marszałka Józefa Piłsudskiego |               |                              |              |                                               |                                    | | |               |
| 2012 | Plac Marszałka Józefa Piłsudskiego |               |                              |              |                                               |                                    | | |               |
| 2013 | Plac Marszałka Józefa Piłsudskiego |               |                              |              |                                               |                                    | | |               |
| 2014 | Plac Marszałka Józefa Piłsudskiego |               |                              | Maciej Orłoś |                                               |                                    | | |               |
| 2015 | Plac Marszałka Józefa Piłsudskiego | 35 tys.       |                              |              |                                               |                                    | | | [ 7 ]         |
| 2016 | Plac Marszałka Józefa Piłsudskiego |               |                              | Maciej Orłoś |                                               | Andrzej Borzym jr                  | | | [ 8 ]         |
| 2017 | Plac Marszałka Józefa Piłsudskiego |               |                              |              |                                               |                                    | | |               |
| 2018 | Plac Marszałka Józefa Piłsudskiego |               |                              | Tomasz Wolny | Paulina Grochowska Maciej Pawlak Jakub Wocial | Jan Stokłosa                       | Paulina Mastyło — 1. skrzypce Anna Szalińska — 2. skrzypce Agnieszka Zagroba-Klahs — altówka Justyna Meliszek — wiolonczela Marek Lipski — fortepian Wojtek Gumińśki — kontrabas Andrzej Olewiński — gitara, banjo Ostap Popovych — trąbka Waldemar Żarów — klarnet Rafał Grząka — akordeon Wawrzyniec Dramowicz — instr. perkusyjne | Soprany Lidia Kitlińska Barbara Miernik Olga Wądołowska Alty Zuzanna Falkowska Daniela Ozdarska Maria Sydor Barytony Paweł Dudziak Wiktor Gniazdowski Arkadiusz Górka Kacper Szemraj                   | [ 9 ]         |
| 2019 | Plac Marszałka Józefa Piłsudskiego | 100 tys.      | średnia 2.75 mln pik 3.1 mln | Tomasz Wolny | Paulina Grochowska Maciej Pawlak Jakub Wocial | Jan Stokłosa                       | Paulina Mastyło — 1. skrzypce Anna Szalińska — 2. skrzypce Agnieszka Zagroba-Klahs — altówka Justyna Meliszek — wiolonczela Marek Lipski — fortepian Wojtek Gumińśki — kontrabas Andrzej Olewiński — gitara, banjo Michał Michota — trąbka Grzegorz Wołczański — klarnet Bartek Kołsut — akordeon Paweł Maruszak — instr. perkusyjne | Soprany Lidia Kitlińska Maja Kłoskowska Barbara Miernik Alty Zuzanna Falkowska Apolonia Golachowska Olga Wądołowska Barytony Michał Błaszkiewicz Arkadiusz Górka Wiktor Gniazdowski Łukasz Hermanowicz | [ 10 ] [ 11 ] |

## Lista piosenek
| Tytuł piosenki                                                          | 2006 | 2007 | 2008 | 2009 | 2010 | 2011 | 2012 | 2013 | 2014 | 2015 | 2016 | 2017 | 2018 | 2019 | 2020 |
| ----------------------------------------------------------------------- | ---- | ---- | ---- | ---- | ---- | ---- | ---- | ---- | ---- | ---- | ---- | ---- | ---- | ---- | ---- |
| Deszcz, jesienny deszcz                                                 |      |      |      | x    |      |      |      |      |      | x    |      |      | x    |      |      |
| Dorota                                                                  |      |      |      |      |      |      |      |      | x    | x    | x    | x    | x    | x    |      |
| Dziś idę walczyć, Mamo                                                  |      |      |      |      |      |      |      |      |      |      |      |      |      | x    |      |
| Chłopcy silni jak stal („Parasola” piosenka szturmowa)                  |      |      |      |      |      |      |      |      | x    | x    |      | x    |      | x    | x    |
| Hej, chłopcy, bagnet na broń                                            |      |      |      | x    |      |      |      |      | x    | x    |      |      | x    | x    |      |
| Hymn Szarych Szeregów                                                   |      |      |      |      |      |      |      |      | x    |      |      |      |      | x    |      |
| Hymn Śródmieścia (Marsz Śródmieścia)                                    |      |      |      |      |      |      |      |      |      | x    |      | x    | x    |      | x    |
| Kołysanka                                                               |      |      |      |      |      |      |      |      |      | x    |      |      |      |      |      |
| Marsz Mokotowa                                                          |      |      |      |      |      |      |      |      | x    | x    |      | x    | x    | x    | x    |
| Marsz Żoliborza                                                         |      |      |      |      |      |      |      |      | x    | x    | x    | x    |      | x    |      |
| Miasto, Stare miasto                                                    |      |      |      |      |      |      |      |      |      | x    |      |      |      |      |      |
| Modlitwa Armii Krajowej (O Panie, któryś jest na niebie, Pieśń obozowa) |      |      |      |      |      |      |      |      | x    | x    |      | x    | x    | x    | x    |
| Mała dziewczynka z AK                                                   |      |      |      |      |      |      |      |      | x    |      |      |      | x    | x    | x    |
| Natalia                                                                 |      |      |      |      |      |      |      |      |      |      |      | x    |      | x    | x    |
| Nowa Warszawianka                                                       |      |      |      |      |      |      |      |      |      | x    |      |      |      |      |      |
| O Barbaro                                                               |      |      |      |      |      |      |      |      | x    |      |      |      |      |      |      |
| O chłopakach z AK (Pierwsze go sierpnia)                                |      |      |      |      |      |      |      |      | x    |      |      | x    | x    | x    | x    |
| Pałacyk Michla                                                          |      |      |      | x    |      |      |      |      | x    | x    | x    | x    | x    | x    | x    |
| Pieśń o Matce                                                           |      |      |      |      |      | x    |      |      |      | x    |      |      |      |      |      |
| Pierwszy sierpnia – dzień krwawy                                        |      |      |      |      |      |      |      |      | x    |      |      | x    | x    |      | x    |
| Piosenka o mojej Warszawie                                              |      |      |      | x    |      |      |      |      |      |      |      |      |      | x    |      |
| Sanitariuszka Małgorzatka                                               |      |      |      | x    |      |      |      |      | x    | x    |      |      | x    | x    | x    |
| Siekiera, motyka                                                        |      |      |      |      |      |      |      |      |      |      |      |      | x    |      | x    |
| Szturmówka                                                              |      |      |      |      |      |      |      |      | x    |      |      |      |      | x    | x    |
| Warszawianka                                                            |      |      |      |      |      |      |      |      | x    |      |      |      |      | x    | x    |
| Warszawo ma                                                             |      |      |      |      |      |      |      |      | x    |      |      | x    | x    | x    | x    |
| Warszawskie dzieci                                                      | x    | x    | x    | x    | x    | x    | x    | x    | x    | x    | x    | x    | x    | x    | x    |
| Zośka                                                                   |      |      |      |      |      |      |      |      | x    | x    |      | x    | x    | x    | x    |